# Татадім
Татадім — імператор (негус) Ефіопії з династії Загве.

## Правління
Татадім був другим правителем Ефіопії з династії Загве, найстаршим з відомих синів імператора Мари Такла Гайманота.